# Eurema herla
Eurema herla är en fjärilsart som först beskrevs av Macleay 1826.  Eurema herla ingår i släktet Eurema och familjen vitfjärilar. Inga underarter finns listade i Catalogue of Life.